# Maksim Grigor'ev (calciatore)
Maksim Sergeevič Grigor'ev (in russo Максим Сергеевич Григорьев?; traslitterazione anglosassone: Maksim Sergeyevich Grigoriev; Lipeck, 6 luglio 1990) è un ex calciatore russo, di ruolo centrocampista.

## Carriera

### Club
Grigor'ev ha esordito nella Prem'er-Liga con la maglia dello Spartak Mosca. Il 21 marzo 2009, infatti, ha sostituito Alex nella sconfitta per 1-0 con il Kuban' Krasnodar. È stato poi messo sotto contratto dal MITOS Novočerkassk, squadra che lo ha prestato al Rostov. Ha debuttato con questa maglia il 2 aprile 2011, trovando anche la via del gol nel pareggio per 1-1 sul campo della Lokomotiv Mosca. Agli inizi del 2012, è stato ingaggiato proprio dalla Lokomotiv Mosca, per cui ha disputato il primo incontro il 2 maggio, in occasione della sconfitta casalinga per 0-3 contro il CSKA Mosca. Il 22 settembre successivo ha realizzato la prima rete con questa maglia, nel successo per 0-3 sul campo del Terek Groznyj.

### Nazionale
Grigor'ev ha contribuito alla vincente campagna di qualificazione al campionato europeo Under-21 2013, con la nazionale di categoria. Il commissario tecnico Nikolaj Pisarev lo ha poi incluso tra i convocati in vista della fase finale della rassegna continentale.
Il 14 novembre 2012, ha avuto anche l'opportunità di effettuare l'esordio nella nazionale maggiore: è sceso in campo in sostituzione di Fëdor Smolov nel corso del primo tempo della sfida amichevole contro gli Stati Uniti, terminata con il punteggio di 2-2.